# Sergio Osmeña, Sr.
Sergio Osmeña, Sr. es un municipio de Segunda Clase de la provincia en Zamboanga del Norte, Filipinas. De acuerdo con el censo del 2020, tiene una población de 39.942.

## Barangays
Sergio Osmeña, Sr. está políticamente subdividido en 39 barangays.
| - Antonino - Bagong Baguio - Bagumbayan - Biayon - Buenavista - Dampalan - Danao - Don Eleno - Kauswagan - Labiray - Liwanag - Mabuhay - Macalibre | - Mahayahay - Marapong - Nazareth - Nebo - Nuevo Rizal - Nueva Tangub - Nuevavista - Pedagan - Penacio - Población Alto - Población Bajo - Princesa Freshia - Princesa Lamaya | - San Antonio - San Francisco - San Isidro - San José - San Juan - Sinaad - Sinaí - Situbo - Tinago - Tinindugan - Tuburan - Venus - Wilben |